# Клычево (Ярославская область)
Клычево — деревня Брейтовского района Ярославской области. Входит в Прозоровское сельское поселение.

## География
Деревня Клычёво отделена от Тверской области р.Болонинка, в которую впадает р.Большой Ручей, впадение р.Большой Ручей в р.Болонинка образует клин, который дает начало Клычёвскому бугру, на котором стоит деревня Клычёво.

## История
В советское время деревня и принадлежащие ей земли входили в организованный Зайцевым колхоз «Красная звезда», сдававший государству зерно, молоко, мясо, лен.
В 1944 году в деревне случился пожар.
На 1991 год деревня насчитывала около семи домов местных жителей из 25-30 хозяйств членов колхоза.

## Население
| 2007 | 2010 |
| ---- | ---- |
| 0    | ↗1   |